# Барабанные аксессуары
Барабанная фурнитура и аксессуары — это части барабанной установки, используемые для настройки, установки положения и другой поддержки самих инструментов установки, также различные предметы, используемые барабанщиком на репетициях и выступлениях.
Аксессуары разных производителей схожи, но не всегда взаимозаменяемы.

## Фурнитура барабана
Различные металлические части барабанов не только значительно влияют на звук, но и служат значимыми элементами стиля.

### Обод барабана
Обод (он же обруч) барабана изготавливается из металла, дерева или другого материала. Качеству исполнения обода уделяется особое внимание, так как именно этот обод прижимает пластик к корпусу барабана, что влияет на передачу и усиление вибраций. Металлические обода бывают двух видов: штампованные и литые. Последние считаются более высокого качества, стоят дороже и как правило поставляются с более дорогими ударными установками.
Обод устанавливается на барабане с помощью болтов, болты вкручиваются в специальные замки (лаги), прикрепленные к барабану.

### Жетон производителя
Служит для нанесения логотипа производителя и, в некоторых случаях, серийного номера барабана.

### Фурнитура том-томов
Для установки бас-барабана имеется 2 ножки по бокам.
Том-том может иметь
- Приспособления для крепления на стойку или к бас-барабану.
- 3 Ножки в напольном варианте.

### Фурнитура малого барабана
Для достижения характерного звука малого барабана, в его конструкции имеются подструнник и механизм натяжения (машинка).

## Стойки, держатели
Для установки инструментов и микрофонов используются металлические стойки и различные держатели.
Напольные стойки чаще всего являются треногами, их высота регулируется телескопически выдвигающимися секциями. На ножках имеются резиновые упоры для более надёжной установки.
Вариации стоек:
- Прямая стойка.
- Стойка «журавль» (boom stand) — состоит из 2 (иногда 3х — в более дорогих стойках) стержней и механизма их фиксирования под углом.

К стойкам могут крепиться дополнительные приспособления — «клемпы», часто используются для небольших инструментов, например доп.секции для сплэш-тарелок, ковбеллов, вуд-блоков, том-томов и др.
Стойка для малого барабана имеет сверху три регулируемые части, формирующие «корзину» для установки инструмента.
Том-томы могут крепиться сверху бас-барабана с помощью том-холдера (tom-holder).
При установке тарелок на стойку важно избежать контакта тарелок и металла, для этого применяются фетровые прокладки и пластиковые трубки
Барабаны могут также крепиться к специальной «раме», окружающей музыканта.
Рама облегчает быстрый сбор необходимой конфигурации установки, уменьшает количество и вес необходимых стоек. Уменьшается пространство на сцене, занятое треногами стоек.
Хай-Хэт имеет более сложную конструкцию, см. соответствующую статью.

## Сиденье барабанщика
Существует много разновидностей стульев (фактически, это табуреты, название традиционно).
Их сиденья круглые или в форме седла, обязательно имеется функция регулировки высоты.

## Педали
Педали для бас-барабана (в том числе кардан) и хай-хэта могут считаться аксессуарами.

## Прочее
Прочие необходимые барабанщику аксессуары:
- Ключ для барабанов — четырёхгранный ключ для настройки пластиков, регулировки пружин и цепей педалей.
- Чехлы — для транспортировки и длительного хранения инструментов.
- Беруши для защиты слуха, наушники для подключения к метроному.
- Акустический экран — панели, устанавливаемые вокруг ударной установки на студии при репетициях и записи.
- Некоторые барабанщики играют в специальных перчатках, предохраняющих от мозолей[3].
- Набор для ухода за инструментами — полироль, средства для чистки тарелок.